# Torrot Electric
Torrot Electric és una marca catalana de motocicletes i bicicletes elèctriques fabricades a Vidreres, Selva, per l'empresa Torrot Electric Europa S.L., amb domicili social i fàbrica al polígon industrial d'aquesta població (subsector B, nau 7). L'empresa disposa també d'instal·lacions al polígon industrial Vallveric-Remences de Mataró, Maresme. Des del novembre de 2015, l'empresa és propietària de la fallida Gas Gas.
Torrot Electric recupera la marca de l'històric fabricant basc de bicicletes i ciclomotors Torrot, actiu entre 1948 i mitjan dècada de 1980.

## Història

### La Torrot basca
La Torrot original es remunta a l'empresa Iriondo SA, fundada el 1948 a Vitòria per Luis Iriondo i dedicada inicialment a fabricar bicicletes de passeig i carretera (competint amb les també basques Orbea i BH). El 1956, Iriondo arribà a un acord de fabricació sota llicència dels ciclomotors i motocicletes Terrot (empresa francesa amb seu a Dijon) i creà la societat Terrot SAE. L'acord durà poc, ja que el 1958 Terrot fou absorbida per Peugeot i dos anys després el nou propietari la tancà, de manera que Iriondo es quedà sense llicència el 1960, quan només feia un any que havia començat a produir els ciclomotors.
Per tal de poder continuar la seva activitat, l'empresari basc es limità a canviar la E de «Terrot» per una O i així va néixer «Torrot», iniciant a partir d'aquell moment una etapa de bonança gràcies a les seves noves marques, Torrot i CIL. Els seus ciclomotors tenien fama de molt resistents i aportaven innovacions que després es feien populars, com ara el cavallet lateral retràctil o el tub d'escapament tipus "bufanda", per dalt.
Durant la dècada de 1970, Torrot produïa ciclomotors reeixits com ara el Mustang  o el TT (propulsats amb motor Sachs) i bicicletes tan populars com la Cross MX (antecessora de les actuals bicicletes de BMX), però acabà tancant a mitjan dècada de 1980 a causa de la greu crisi del sector d'aleshores.

### La nova Torrot
El 2011, quan ja feia decennis que la històrica Torrot havia tancat, els dos emprenedors del motor Enric Meseguer i Andreu Tuzón (propietaris de Xispa) recompraren la marca basca amb la idea d'endegar una nova iniciativa empresarial.
Poc després, Xispa SL i la Fundació Ascamm de Cerdanyola del Vallès constituïren a Barcelona, conjuntament amb l'empresa Automotive Technical Projects (ATP) de Sant Cugat del Vallès, el Grup Montalt del País Valencià i l'Instituto Andaluz de Tecnología (IAT), la nova societat Torrot Electric Europa SL. Les previsions inicials de Torrot Electric Europa eren de tenir ultimats els primers prototipus entre març i abril de 2012 i començar a fabricar el vehicle abans de l'estiu, entre juny i juliol. L'empresa preveia facturar dos milions d'euros el 2012 i començar a exportar a Europa el 2013.
El projecte inicial s'allargà més del previst, ja que el disseny de la nova família de productes durà uns 2 anys (2012-2013) i el seu llançament s'ajornà fins al 2014 (concretament, s'esperava treure al mercat el primer ciclomotor durant el segon semestre de 2014). Per tot això, les previsions de facturació es recalcularen i se situaren per sota de 300.000 euros el 2013 i al voltant dels 900.000 el 2014.

### El final de Xispa
A començaments del 2013, la societat propietària de Xispa es va acollir al pre-concurs de creditors i a finals d'any cessà la seva activitat. Cap al novembre, Torrot Electric Europa adquirí a l'empresa els seus actius relacionats amb la moto elèctrica (el projecte de moto infantil amb motlles, components i estoc romanent) i subrogà el lloguer de la planta que Xispa tenia a Vidreres.
Des d'allà, Torrot tirà endavant el projecte de produir vehicles elèctrics de dues rodes, mantenint inicialment l'antiga plantilla de Xispa (vuit persones) amb previsions d'ampliar-la. Per començar, inicià la comercialització de les motos elèctriques infantils (antigues Xispa reconvertides a Torrot), de les quals preveia vendre'n unes 300 unitats.

## Empresa

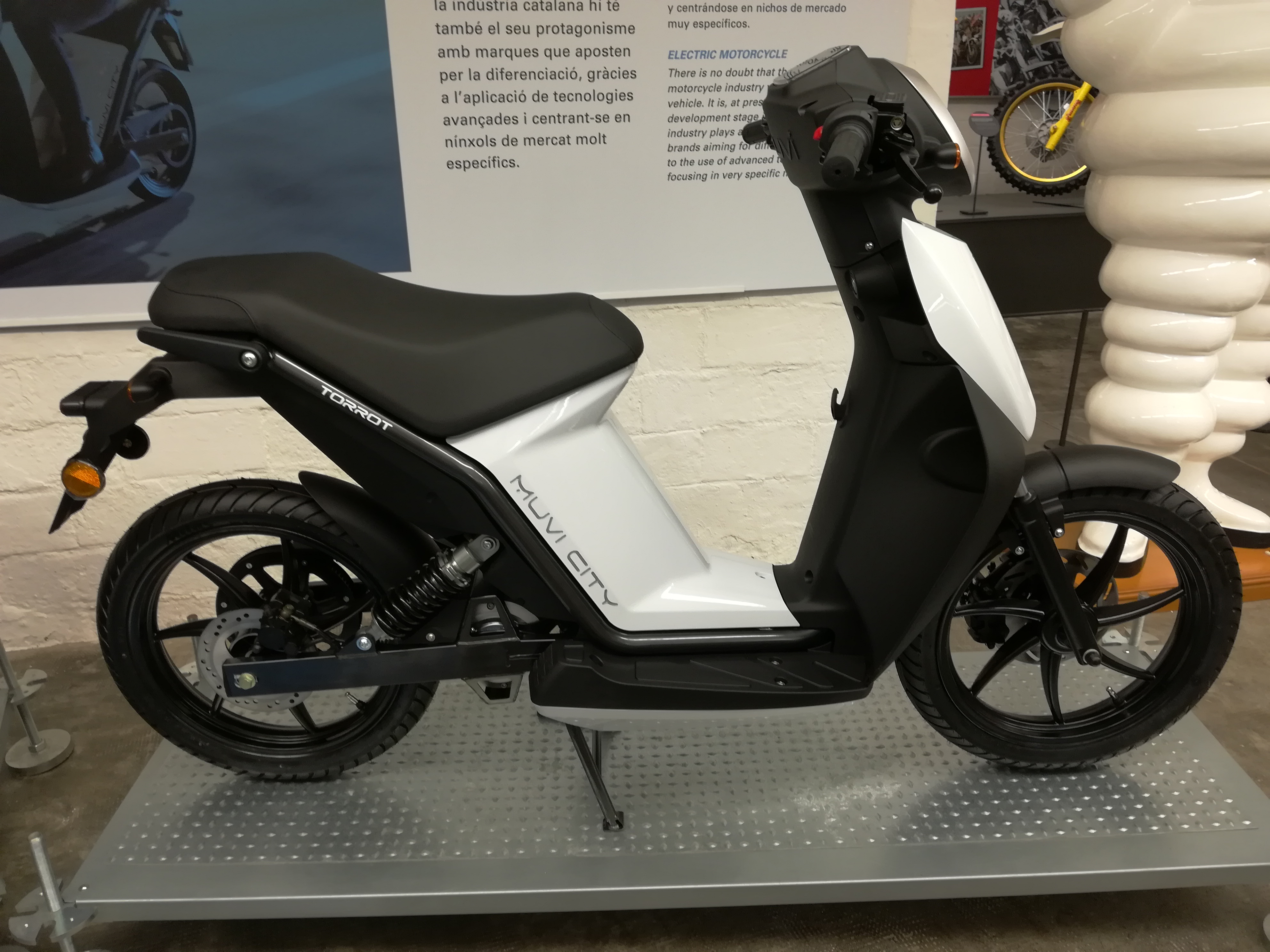
El Torrot Muvi "Executive" del 2017

La inversió inicial de Torrot Electric Europa S.L., de 400.000 euros, s'amplià més tard amb un finançament addicional de 600.000 i es reforçà amb l'entrada d'un nou soci, l'antic president de Yamaha Motor Espanya Jorge Lasheras, que n'esdevingué president.
En l'ampliació de capital hi entraren també com a nous socis el Centre Tecnològic del Maresme (Cetemmsa), Eduard Torras (membre de la família propietària de la firma de components automobilístics Zanini), qui assumí la Direcció General de la nova empresa, i el Grup Constant de Barcelona. Els impulsors inicials del projecte, Meseguer i Tuzón, hi segueixen involucrats a través de la societat de Lloret de Mar Alta Motor Group.
Finalment, l'ens estatal Empresa Nacional de Innovación, SA (ENISA) atorgà a l'empresa un préstec participatiu de 150.000 euros.

### Actualitat
A mitjan mes de novembre del 2015, el Jutjat Mercantil de Girona va escollir Torrot Electric com a nova propietària de l'empresa Gas Gas. L'oferta de Torrot Electric era la més alta de les tres que s'havien rebut: 9,66 milions d'euros per a la compra i una inversió de 13 milions més en tres anys per a reflotar una empresa, Gas Gas, que estava en liquidació des de juliol.
El 23 de desembre de 2015, la Generalitat de Catalunya i l'Ajuntament de Barcelona signaren un conveni per a la creació del Consorci Industrial de Moto Elèctrica Catalana, per mitjà del qual els fabricants Scutum, Volta Motorbikes, Torrot Electric i Rieju acorden fabricar conjuntament un escúter elèctric 100% català, amb la intenció de produir-ne 10.000 unitats anuals i comercialitzar-lo a partir del 2017, però el projecte fracassà i s'abandonà en 2017.

## Producció

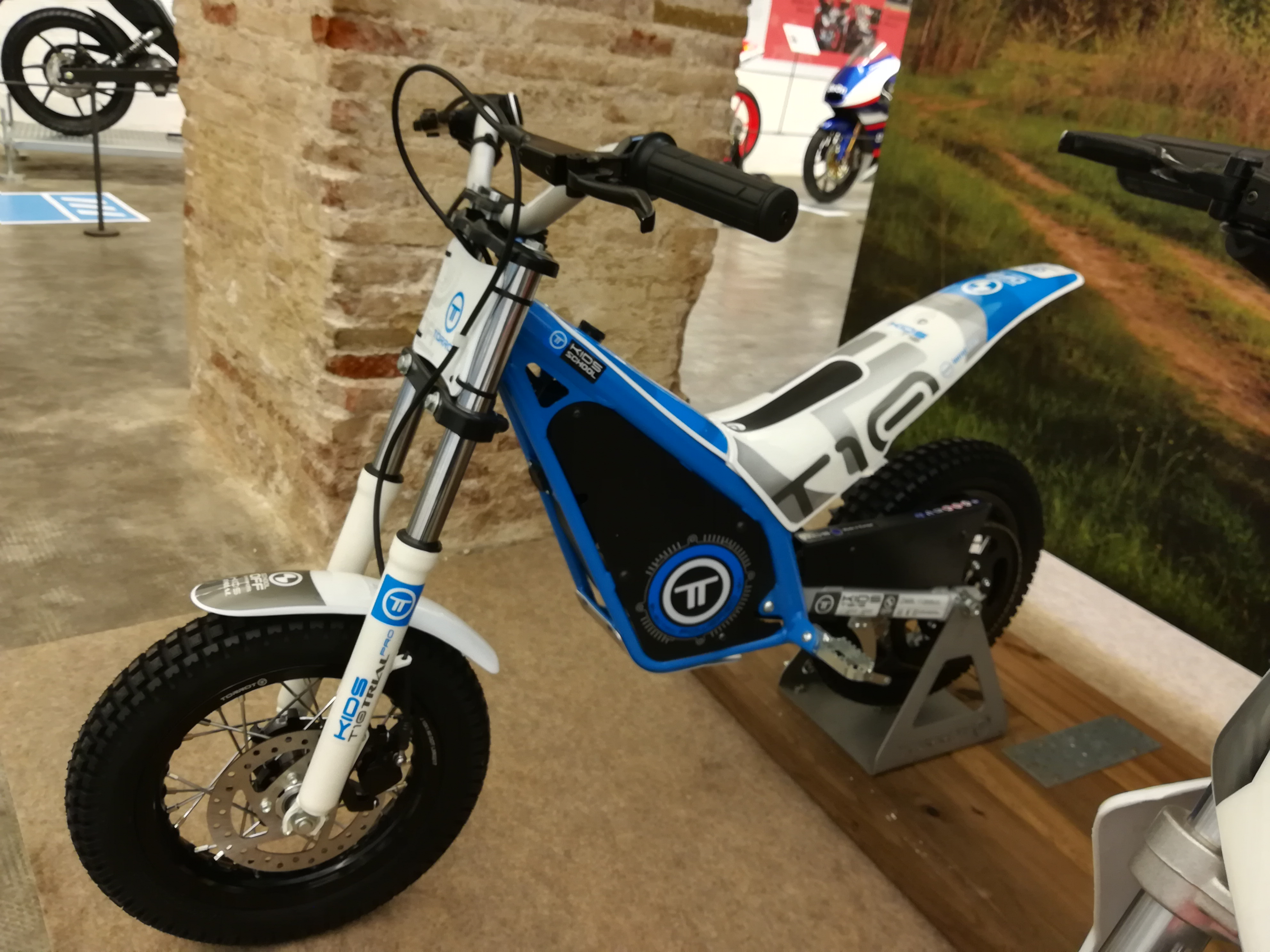
La KID T10 de trial infantil

Torrot Electric comercialitza la gamma KIDS de motos elèctriques infantils (aprofitades de les que ja produïa Xispa i amb acords de col·laboració amb Sherco), diversificada en models d'enduro (E10 i E12), trial (T10) i supermoto (S10). Són motos per a infants de 3 a 12 anys, dissenyades i fabricades íntegrament a Catalunya.
La firma presentà cap al 2015 la bicicleta elèctrica plegable CitySurfer i actualment està treballant en el llançament del seu primer escúter elèctric, anomenat MUVI.
La gamma completa de models queda, doncs, així:
- KIDS:
  - T (trial)
  - E (enduro)
  - S (supermoto)
- E-Scooter:
  - MUVI
- CitySurfer (bicicleta elèctrica plegable, petita i lleugera amb xassís en aliatge d'alumini, canvi Shimano TX de 6 velocitats i selló dissenyat per a la màxima comoditat).